# Thyrsa Anne Frazier

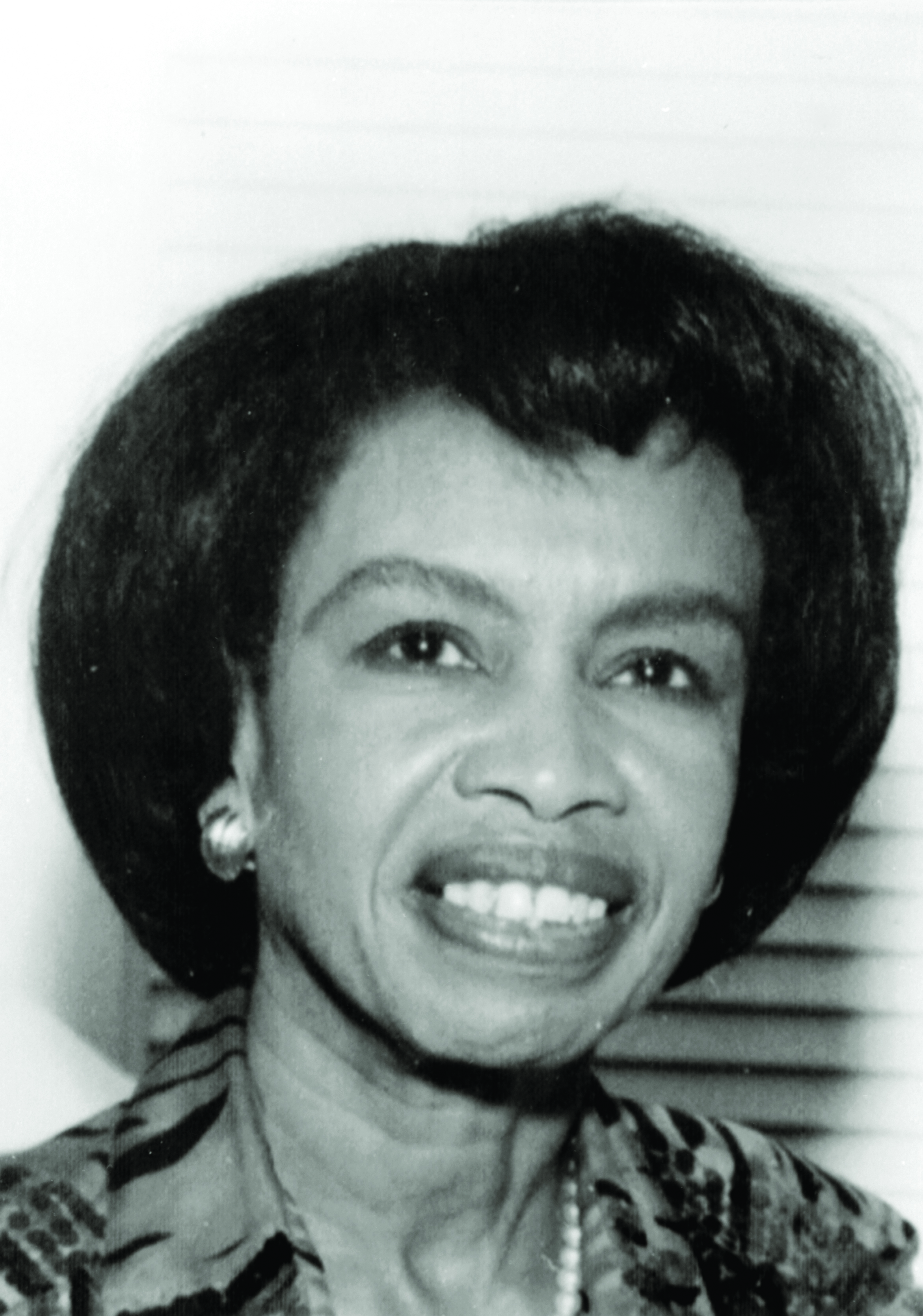
Thyrsa Frazier Svager

Thyrsa Anne Frazier Svager (* 16. Juni 1930 in Wilberforce, Ohio; † 23. Juli 1999 ebenda) war eine amerikanische Mathematikerin und Hochschullehrerin. Sie war Professorin und Abteilungsleiterin an der Central State University (CSU).

## Leben
Svager wurde als Thyrsa Anne Frazier als eines von fünf Kindern der Professorin für Literatur an der Central State University E. Anne Frazier und des Statistikers G. Thurston Frazier geboren. Sie studierte mit Coretta Scott King am Antioch College, wo sie 1951 ihren Bachelor of Arts in Mathematik erwarb. Nach ihrem Master-Abschluss in Mathematik 1952 an der Ohio State University nahm sie eine Stelle als Statistical Analyst an der Wright Patterson Air-Force Base in Dayton an. Anschließend unterrichtete sie bis 1954 an der Texas Southern University in Houston, Texas. Von 1954 bis 1959 war sie an der Central State University  in ihrer Heimatstadt Wilberforce Assistenzprofessorin für Mathematik und dann bis 1966 außerordentliche Professorin für Mathematik. 1967 promovierte sie in Mathematik bei Paul V. Reichelderfer an der Ohio State University mit der Dissertation: On The Product Of Absolutely Continuous Transformations Of Measure Spaces.
1966 wurde sie Professorin für Mathematik an der Central State University. 1984 wurde sie Vizepräsidentin für akademische Angelegenheiten und von 1987 bis 1993 war sie Provost der CSU. 1995 war sie für kurze Zeit als Interimspräsidentin der CSU tätig.
Ihr Ehemann, der Physiker Aleksander Svager, gründete ihr zu Ehren, die als zehnte afroamerikanische Frau in Mathematik promovierte, den Thyrsa Frazier Svager Stipendienfonds für Mathematik. Ein jährlicher Beitrag wird auch zum Minoritätsstipendium der American Physical Society geleistet.

## Ehrungen
Nach ihrer Pensionierung 1993 verlieh die CSU ihr den Doctor of Humane Letters und ernannte sie zur emeritierten Professorin in Mathematik. Sie wurde in die Greene County Hall of Fame aufgenommen.

## Mitgliedschaften
- Pi Mu Epsilon
- Beta Kappa Chi
- Mathematical Association of America (MAA)
- National Association of Mathematicians (NAM)
- National Council of Teachers of Mathematicians (NCTM)
- Association for Computing Machinery (ACM)

## Veröffentlichungen (Auswahl)
- Modern Elementary Algebra Workbook. Wm. C. Brown, 1969.
- Essential Mathematics for College Freshmen. Kendall-Hunt, 1976.